# Margherita di Savoia (religiosa)
Margherita di Savoia (Pinerolo, 21 giugno 1390 – Alba, 23 novembre 1464) è stata una religiosa italiana canonizzata dalla Chiesa cattolica, che fu marchesa consorte del Monferrato, dal 1403 al 1418.

## Biografia
Margherita era la figlia primogenita del Signore del Piemonte e Principe di Acaia, Amedeo di Savoia, e della moglie Caterina di Ginevra.
Margherita aveva tre sorelle: Bona (morì prestissimo, forse a 2 anni), Matilde (†1438, andata sposa a Luigi III del Reno (1378 – 1436), elettore palatino) e Caterina (morta nell'anno stesso della nascita).

### Il casato
Amedeo di Savoia-Acaia, secondo lo storico francese Samuel Guichenon, nel suo Histoire généalogique de la royale maison de Savoie, era il figlio maschio primogenito di Tommaso III, Signore del Piemonte e Principe di Acaia, e della sua terza moglie, Margherita di Beaujeu (*1346 †1402), che, ancora secondo Samuel Guichenon, era figlia di Edoardo I, signore di Beaujeu, e di Maria di Til.
Giacomo di Savoia-Acaia, secondo Samuel Guichenon, era il figlio maschio primogenito di Filippo I, signore del Piemonte e primo Principe di Acaia di casa Savoia (figlio primogenito di Tommaso III di Savoia (1252 – 1282) e di Guia di Borgogna (†1316)) e della sua seconda moglie, Caterina de la Tour du Pin, che secondo il De Allobrogibus libri novem, era figlia di Umberto I del Viennois, barone de la Tour-du-Pin e delfino del Viennois e conte di Albon e di Anna di Borgogna, delfina del Viennois e contessa di Albon, contessa di Grenoble, di Oisans, di Briançon,  di Embrun e di Gap.
Caterina di Ginevra (†1407), era figlia del conte di Ginevra, Amedeo III e di Mahaut d'Auvergne.
Il casato di Savoia-Acaia si estinse proprio con la generazione di Margherita, perché i suoi genitori ebbero solo figlie e il fratello del padre, Ludovico, che gli era succeduto nei titoli, non ebbe figli.

### Il matrimonio
Le due sorelle Margherita e Matilde rimasero orfane di padre nel 1402 e passarono sotto la tutela dello zio Ludovico, il nuovo Signore del Piemonte e Principe di Acaia, che pensò di utilizzare Margherita per un'alleanza matrimoniale per pacificare i rapporti tempestosi con il Monferrato. Il 17 gennaio 1403, la tredicenne Margherita sposò Teodoro II marchese di Monferrato, della dinastia dei Paleologi, all'epoca quasi quarantenne. Teodoro, che secondo i Monumenta Aquensiaerail figlio terzogenito del marchese di Monferrato, Giovanni II (1321 – 1372) e di Elisabetta di Maiorca (1337 – 1406), ed era vedovo per la seconda volta, dopo aver sposato Argentina di Lunigiana (†1387) e quindi Giovanna di Bar (†1402), dalla quale aveva avuto tre figli.
Dal 1409 al 1413 Teodoro e Margherita risiedettero a Genova, dove il marchese era stato chiamato contro i francesi. Margherita si distinse per l'assistenza ai poveri soprattutto nell'anno 1411, quando fame e peste colpirono la città.

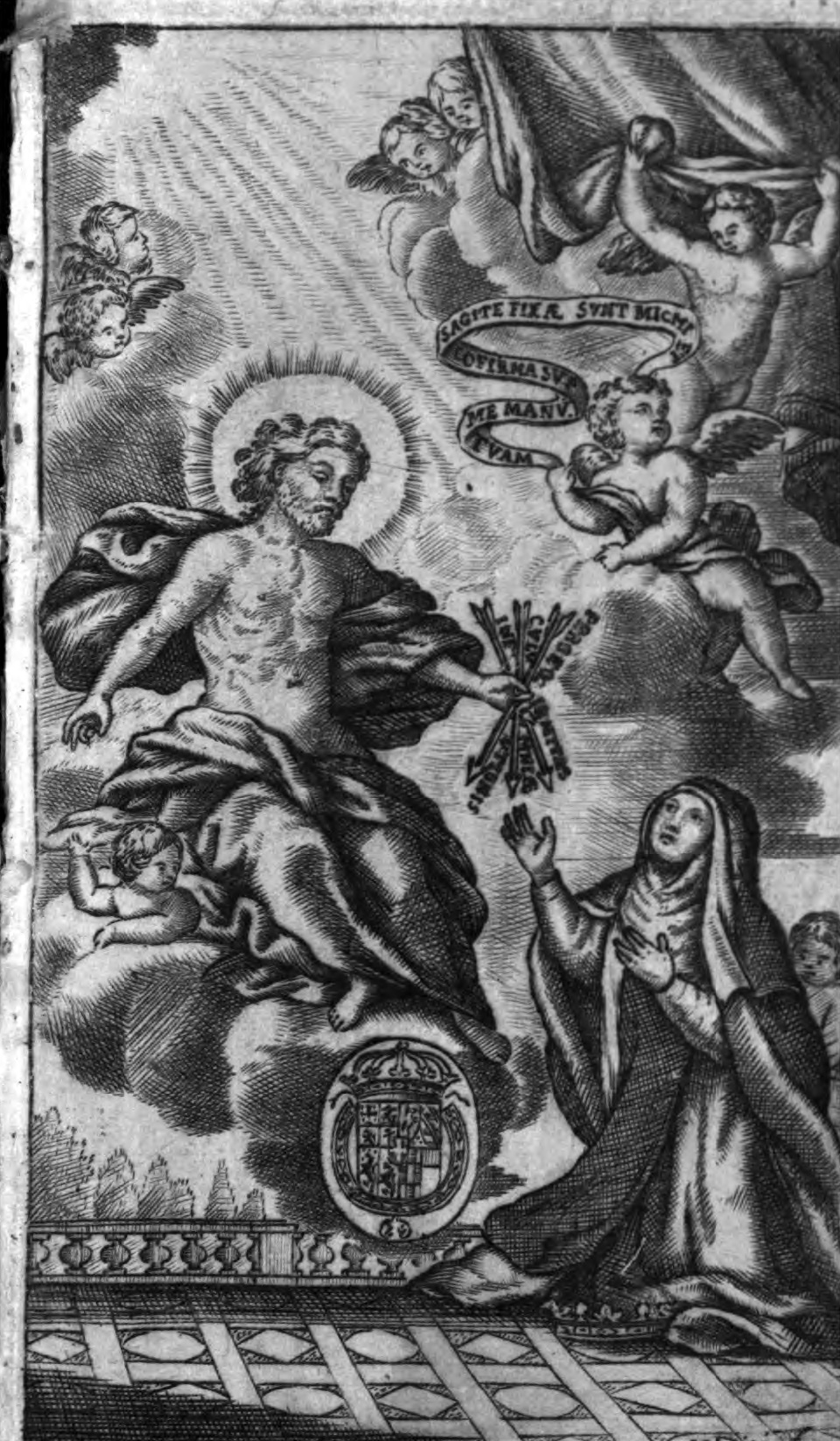
Immagine tratta dalla Vita della B. Margarita di Savoia Marchesa di Montferrato di Francesco Domenico Barisano, stampato a Torino nel 1692

Margherita rimase vedova dopo quindici anni di matrimonio, infatti Teodoro II morì nel 1418 e, secondo lo storico francese Jean Frézet, Margherita non diede figli al marito. Rimasta vedova nel 1418, Margherita, secondo alcune fonti, fu per circa due anni reggente del Marchesato, finché il figliastro Giangiacomo (1395 – 1445), legittimo erede di Teodoro, non poté prenderne effettivamente il governo.

### La vita monastica
La sua pietà, già grande, era aumentata dopo che ebbe ascoltato le prediche di San Vincenzo Ferreri(1350 – 1419), che trascorse parecchi mesi nel Monferrato.
In ogni caso, subito nel 1418 o successivamente nel 1420, la giovane vedova, rifiutando la proposta matrimoniale di Filippo Maria Visconti, si ritirò con parecchie giovani donne di rango elevato in un palazzo nobiliare di Alba, per condurvi vita monacale sotto la regola di San Domenico (Terziarie Domenicane).
Nel 1445 fu posta ad Alba la prima pietra di un nuovo monastero domenicano, da lei promosso e dedicato a Santa Maria Maddalena. Pochi anni dopo, nel 1450, Margherita e le sue compagne furono autorizzate a passare dal Terz'Ordine Domenicano al Second'Ordine (Monache domenicane propriamente dette) e abbracciarono la Regola di sant'Agostino.
Fu in questo stesso periodo che Margherita di Savoia si adoperò per convincere il cugino Amedeo VIII, eletto antipapa con il nome Felice V, a rinunciare alla carica, alla quale Amedeo VIII effettivamente rinunciò nel 1449.
Aumentando ancora le sue mortificazioni, rimase un modello di pietà, soprattutto quando ebbe la direzione dell'ospedale Santa Maria degli Angeli, in cui si prodigò per lenire le sofferenze dei malati, e, dopo circa 45 anni di penitenze, umiltà e opere buone morì in odore di Santità, il 23 novembre 1464.

## Culto e reliquie

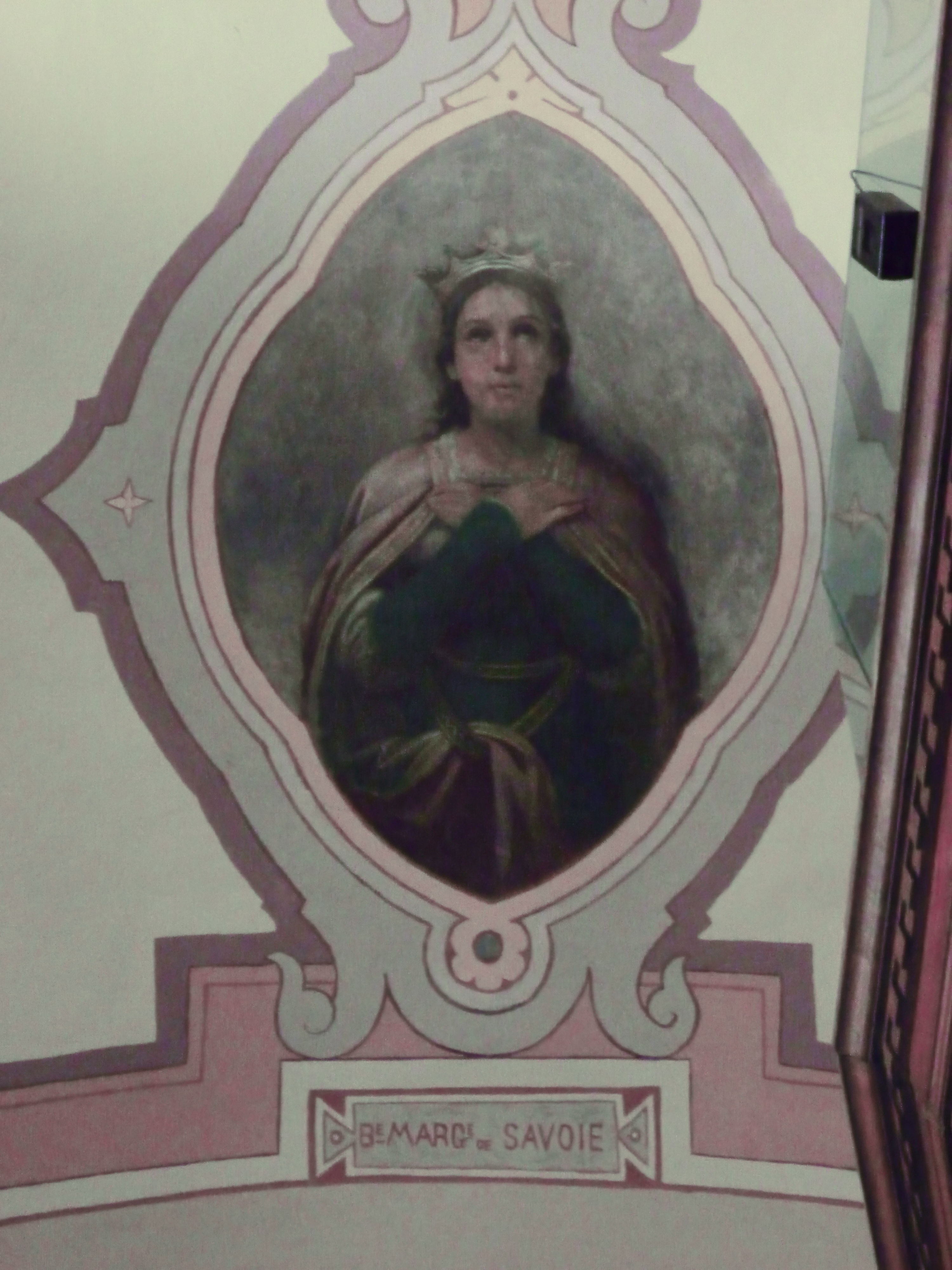
Affresco della beata Margherita di Savoia nella sala conferenze della biblioteca regionale di Aosta.

Il 13 dicembre 1464 i suoi resti furono inumati in una semplice tomba. Nel 1481 essi furono traslati in un sepolcro molto più bello nel suo monastero, costruito appositamente a spese di Guglielmo VIII del Monferrato.
Papa Clemente IX la beatificò e papa Benedetto XIII autorizzò la celebrazione della festività in tutti gli stati dei Savoia.
Il monastero da lei fondato, inizialmente dedicato a S. Maria Maddalena, oggi è dedicato proprio a lei.
Quattro beati della famiglia dei Savoia sono dipinti sulla volta nella navata sud della Basilica di San Michele Maggiore a Pavia e Margherita è dipinta con un abito da monaca che tiene in mano tre frecce.

## Ascendenza
|                            |                          |                            | Genitori                |  |  | Nonni |  |  | Bisnonni                  |  |  | Trisnonni             |  |
|                            |                          |                            |                         |  |  |       |  |  | Filippo I di Savoia-Acaia |  |  | Tommaso III di Savoia |  |
|                            |                          |                            |                         |  |  |       |  |  | Filippo I di Savoia-Acaia |  |  | Tommaso III di Savoia |  |
|                            |                          | Guya di Borgogna           |                         |  |  |       |  |  | Filippo I di Savoia-Acaia |  |  |                       |  |
| Giacomo di Savoia-Acaia    |                          |                            |                         |  |  |       |  |  | Filippo I di Savoia-Acaia |  |  |                       |  |
|                            |                          | Caterina de la Tour du Pin | Umberto I del Viennois  |  |  |       |  |  |                           |  |  |                       |  |
|                            |                          | Caterina de la Tour du Pin | Umberto I del Viennois  |  |  |       |  |  |                           |  |  |                       |  |
|                            |                          | Caterina de la Tour du Pin | Anna di Borgogna        |  |  |       |  |  |                           |  |  |                       |  |
| Amedeo di Savoia-Acaia     |                          | Caterina de la Tour du Pin |                         |  |  |       |  |  |                           |  |  |                       |  |
|                            |                          | Édouard de Beaujeu         | Guichard di Beaujeu     |  |  |       |  |  |                           |  |  |                       |  |
|                            |                          | Édouard de Beaujeu         | Guichard di Beaujeu     |  |  |       |  |  |                           |  |  |                       |  |
|                            |                          | Édouard de Beaujeu         | Maria di Chatillon      |  |  |       |  |  |                           |  |  |                       |  |
| Margherita di Beaujeu      |                          | Édouard de Beaujeu         |                         |  |  |       |  |  |                           |  |  |                       |  |
|                            |                          | …                          | …                       |  |  |       |  |  |                           |  |  |                       |  |
|                            |                          | …                          | …                       |  |  |       |  |  |                           |  |  |                       |  |
|                            |                          | …                          | …                       |  |  |       |  |  |                           |  |  |                       |  |
| Beata Margherita di Savoia |                          | …                          |                         |  |  |       |  |  |                           |  |  |                       |  |
|                            | Guglielmo III di Ginevra | Amedeo II di Ginevra       |                         |  |  |       |  |  |                           |  |  |                       |  |
|                            | Guglielmo III di Ginevra | Amedeo II di Ginevra       |                         |  |  |       |  |  |                           |  |  |                       |  |
|                            | Guglielmo III di Ginevra | Agnese di Chalon           |                         |  |  |       |  |  |                           |  |  |                       |  |
| Amedeo III di Ginevra      | Guglielmo III di Ginevra |                            |                         |  |  |       |  |  |                           |  |  |                       |  |
|                            |                          | Agnese di Savoia           | Amedeo V di Savoia      |  |  |       |  |  |                           |  |  |                       |  |
|                            |                          | Agnese di Savoia           | Amedeo V di Savoia      |  |  |       |  |  |                           |  |  |                       |  |
|                            |                          | Agnese di Savoia           | Sibilla de Baugé        |  |  |       |  |  |                           |  |  |                       |  |
| Caterina di Ginevra        |                          | Agnese di Savoia           |                         |  |  |       |  |  |                           |  |  |                       |  |
|                            |                          | Roberto III d'Alvernia     | Guglielmo VI d'Alvernia |  |  |       |  |  |                           |  |  |                       |  |
|                            |                          | Roberto III d'Alvernia     | Guglielmo VI d'Alvernia |  |  |       |  |  |                           |  |  |                       |  |
|                            |                          | Roberto III d'Alvernia     | Emma d'Altavilla        |  |  |       |  |  |                           |  |  |                       |  |
| Matilde d'Alvernia         |                          | Roberto III d'Alvernia     |                         |  |  |       |  |  |                           |  |  |                       |  |
|                            |                          | Beatrice di Montgascon     | …                       |  |  |       |  |  |                           |  |  |                       |  |
|                            |                          | Beatrice di Montgascon     | …                       |  |  |       |  |  |                           |  |  |                       |  |
|                            |                          | Beatrice di Montgascon     | …                       |  |  |       |  |  |                           |  |  |                       |  |
|                            |                          | Beatrice di Montgascon     |                         |  |  |       |  |  |                           |  |  |                       |  |

### Fonti primarie
- (LA)  De Allobrogibus libri novem.
- (LA)  Preuves de l'Histoire généalogique de la royale maison de Savoie, justifiée par titres, .par Guichenon, Samuel
- (IT)  Monumenta Aquensia

### Letteratura storiografica
- (FR)  Histoire généalogique de la royale maison de Savoie, justifiée par titres, ..par Guichenon, Samuel
- (FR)  Histoire de la Maison de Savoie
- (FR)  Preuves de l'Histoire généalogique de la royale maison de Savoie, justifiée par titres, .par Guichenon, Samuel
- Massimiliano Taroni, Beata Margherita di Savoia principessa e fondatrice del Monastero domenicano di Alba, Velar - ElleDiCi, Gorle - Torino 2013